# 은하의 꿈 (1984년 드라마)
《은하의 꿈》은 1984년 10월 12일에 방영된 KBS 1TV 청소년문학관 시리즈 중 열여덟 번째 작품이다.

## 등장 인물

### 주요 인물
- 오혜경 : 윤은주 역
- 김기복

### 그 외 인물
- 전무송 : 윤덕수 역 - 수의사
- 백수련 : 은주의 어머니 역
- 맹호림 : 담임교사 역
- 윤덕용
- 이환지
- 권오현
- 이배국
- 윤효영
- 황치훈
- 오중훈
- 박연은
- 이정원
- 이동철